# Erik Larsson (Skilangläufer)
Erik August Larsson (* 20. April 1912 in Kurravaara; † 10. März 1982 in Jukkasjärvi) war ein schwedischer Skilangläufer.
Larsson, der für den IFK Kiruna startete, holte bei den Nordischen Skiweltmeisterschaften 1935 in Vysoké Tatry die Bronzemedaille mit der Staffel. Im folgenden Jahr gewann er bei den Olympischen Winterspielen 1936 in Garmisch-Partenkirchen die Bronzemedaille mit der Staffel und die Goldmedaille über 18 km. Für diese Leistung wurde er mit der Svenska-Dagbladet-Goldmedaille geehrt. Im selben Jahr wurde er schwedischer Meister über 15 km.
Im Jahr 1938 wurde Larsson Laestadianer und hörte auf mit Skilangläufen. Er war ein Prediger in der laestadianischen Gemeinschaft in Kiruna, Schweden. Erik Larsson ist der Großvater der schwedischen Kriminalautorin Åsa Larsson.